# Амадеи, Амедео
Амедео Амадеи (итал. Amedeo Amadei; 26 июля 1921, Фраскати, Лацио — 24 ноября 2013, Фраскати, Лацио) — итальянский футболист и тренер. Самый молодой в истории голеадор серии А — забил гол в возрасте 15 лет 9 месяцев и 6 дней. По общему количеству голов занимает 11-е место в истории серии А — 174 мяча в 423 матчах (0,41 гола за матч). Амадеи — один из 3 футболистов, забивавших более 40 мячей в серии А с тремя разными командами. Был капитаном клуба «Рома» с 1942 по 1948 годы.

## Биография
Амедео Амадей родился 26 июля 1921 года в Фраскати, где многие поколения его семьи владели хлебопекарней. Однажды духовая печь, в которой готовился хлеб, сломалась, а потому дедушка Амедео по имени Антиоко был вынужден купить новую печь, он торговался с продавцом, надеясь купить печь за 30 тыс. лир, однако смог сбросить цену лишь до 40 тыс., которые очень сильно ударили по карману семьи. Из-за этого в возрасте 12 лет Амедео был вынужден бросить школу, чтобы помогать родителям, работая «кашерино», то есть развозчиком хлеба по ближайшим окрестностям, что он делал на велосипеде. В свободное время Амадеи играл в футбол с местными мальчишками, однажды он прочёл в газете, что клуб Рома проводит просмотр молодых игроков в команду в Тестаккио, районе Рима, после этого Амадеи схватил свой велосипед и отправился в другой город. Там он успешно прошёл все тесты, а затем вернулся домой.
Амедео Амадей начал карьеру в «Роме» в возрасте 15-ти лет, для того, чтобы юноша играл за клуб, руководителям «Ромы» пришлось получить согласие у родителей Амедео, которые сначала хотели отказать клубу, но из-за их тяжелого финансового положения всё же ответили согласием, потому молодой игрок сразу же стал помогать семье. Дебютировал Амадеи в команде 2 мая 1937 года в матче с «Фиорентиной» и сразу же забил, а матч завершился со счётом 2:2, за первые два сезона этот мяч так и оказался единственным, забитым Амадеи. В 1938 году Амадеи был на сезон был отдан в аренду клубу «Аталанта», играющему в серии В, там Амадеи провёл 33 матча и забил лишь 4 мяча.
В 1939 году Амадеи вернулся в «Рому», где уже в следующем сезоне стал лучшим бомбардиром, забив 18 мячей, в 1942 году в укороченном чемпионате Италии «Рома» стала первой, а Амадеи повторил свой прошлогодный голевой результат. Чемпионство «Ромы» разозлило Бенито Муссолини, ярого болельщика «Лацио», который, в отместку, в 1943 году отправил 6-х футболистов «Ромы» на фронт, среди этих шестерых, был и Амадеи. В середине 1944 года Амадеи вернулся с фронта и вновь начал забивать, в том же 1944 году в 8 матчах забил 16 голов. Амадеи провёл за «Рому» 224 матча и забил 116 голов.
В послевоенное время в «Роме» разразился тяжёлый экономический кризис, клуб был вынужден продать своих ведущих игроков, в их числе был и Амадеи, который оказался в «Интере», в котором играл до 1950 года, проведя за «нерадзурри» 70 матчей и забив 42 мяча.
После прихода в «Интер» Амадеи был приглашён в сборную Италии, в которой дебютировал 27 марта 1949 года в матче против Испании, в котором итальянцы победили 3:1, а Амадеи забил третий мяч своей команды, а через год поехал в составе национальной команды на чемпионат мира, в котором провёл один матч против Парагвая, всего же отыграл в форме «скуадры адзурры» 13 матчей и забил 7 мячей, проведя последнюю игру 17 мая 1953 года против Венгрии.
Последним клубом в карьере Амадеи был «Наполи», в котором футболист провёл 6 лет, проведя 171 матч и забив 47 голов. А затем стал тренером клуба, наивысшим достижением с которым было 4 место в 1958 году. После работы с женской сборной Италии, Амадеи покинул спорт и вернулся во Фраскати, где продолжил дело многих поколений семьи Амадеи, став хозяином хлебопекарни. 5 ноября 2007 года стадион «Лусио Мамилио» в родном городе Амадеи был реконструирован (возведены трибуны, а газон заменён на новейший синтетический) было названо именем Амадеи, а 20 января 2008 года в Риме был учреждён «Клуб Фраскати», в который записывались все поклонники таланта Амадеи, этот клуб является частью «Союза тиффрози Романиста».
24 ноября 2013 года Амадеи скончался.

## Статистика

### Клубная
| Статистика клубных выступлений Амадеи | Статистика клубных выступлений Амадеи | Статистика клубных выступлений Амадеи | Статистика клубных выступлений Амадеи | Статистика клубных выступлений Амадеи | Статистика клубных выступлений Амадеи | Статистика клубных выступлений Амадеи |       |
| Сезон                                 | Клуб                                  | Чемпионат                             | Чемпионат                             | Чемпионат                             | Кубок                                 | Кубок                                 | Кубок |
| Сезон                                 | Клуб                                  | Серия                                 | Игры                                  | Голы                                  | Игры                                  | Голы                                  |       |
| ------------------------------------- | ------------------------------------- | ------------------------------------- | ------------------------------------- | ------------------------------------- | ------------------------------------- | ------------------------------------- | ----- |
| 1936/37                               | Рома                                  | Серия А                               | 3                                     | 1                                     | 4                                     | 0                                     |       |
| 1937/38                               | Рома                                  | Серия А                               | 3                                     | 0                                     | 0                                     | 0                                     |       |
| 1938/39                               | Аталанта                              | Серия В                               | 33                                    | 4                                     | 2                                     | 0                                     |       |
| 1939/40                               | Рома                                  | Серия А                               | 22                                    | 2                                     | 1                                     | 3                                     |       |
| 1940/41                               | Рома                                  | Серия А                               | 30                                    | 18                                    | 8                                     | 6                                     |       |
| 1941/42                               | Рома                                  | Серия А                               | 30                                    | 18                                    | 1                                     | 0                                     |       |
| 1942/43                               | Рома                                  | Серия А                               | 28                                    | 14                                    | 0                                     | 0                                     |       |
| 1944                                  | Рома                                  | Альта Италия                          | 8                                     | 16                                    | 0                                     | 0                                     |       |
| 1945/46                               | Рома                                  | Дивизион Национале                    | 34                                    | 15                                    | 0                                     | 0                                     |       |
| 1946/47                               | Рома                                  | Серия А                               | 31                                    | 13                                    | 0                                     | 0                                     |       |
| 1947/48                               | Рома                                  | Серия А                               | 35                                    | 19                                    | 0                                     | 0                                     |       |
| 1948/49                               | Интернационале                        | Серия А                               | 38                                    | 22                                    | 0                                     | 0                                     |       |
| 1949/50                               | Интернационале                        | Серия А                               | 32                                    | 20                                    | 0                                     | 0                                     |       |
| 1950/51                               | Наполи                                | Серия А                               | 37                                    | 11                                    | 0                                     | 0                                     |       |
| 1951/52                               | Наполи                                | Серия А                               | 36                                    | 12                                    | 0                                     | 0                                     |       |
| 1952/53                               | Наполи                                | Серия А                               | 30                                    | 7                                     | 0                                     | 0                                     |       |
| 1953/54                               | Наполи                                | Серия А                               | 34                                    | 10                                    | 0                                     | 0                                     |       |
| 1954/55                               | Наполи                                | Серия А                               | 19                                    | 6                                     | 0                                     | 0                                     |       |
| 1955/56                               | Наполи                                | Серия А                               | 15                                    | 1                                     | 0                                     | 0                                     |       |
| Всего                                 | Всего                                 |                                       | 457+8                                 | 189+16                                | 16                                    | 9                                     |       |
| Всего в серии А                       | Всего в серии А                       |                                       | 423                                   | 174                                   |                                       |                                       |       |

### Международная
| Матчи Амадеи за сборную Италии | Матчи Амадеи за сборную Италии | Матчи Амадеи за сборную Италии | Матчи Амадеи за сборную Италии | Матчи Амадеи за сборную Италии | Матчи Амадеи за сборную Италии |
| Дата                           | Место проведения               | Оппонент                       | Счёт                           | Голы                           | Соревнование                   |
| ------------------------------ | ------------------------------ | ------------------------------ | ------------------------------ | ------------------------------ | ------------------------------ |
| 27 марта 1949                  | Мадрид                         | Испания                        | 3:1                            | 1                              | Товарищеский матч              |
| 22 мая 1949                    | Флоренция                      | Австрия                        | 3:1                            | 1                              | ЦЕМК                           |
| 12 июня 1949                   | Будапешт                       | Венгрия                        | 1:1                            | -                              | ЦЕМК                           |
| 30 ноября 1949                 | Лондон                         | Англия                         | 0:2                            | -                              | Товарищеский матч              |
| 5 марта 1950                   | Болонья                        | Бельгия                        | 3:1                            | 1                              | Товарищеский матч              |
| 2 апреля 1950                  | Вена                           | Австрия                        | 0:1                            | -                              | ЦЕМК                           |
| 2 июля 1950                    | Сан-Паулу                      | Парагвай                       | 2:0                            | -                              | ЧМ — 1950                      |
| 8 апреля 1951                  | Лиссабон                       | Португалия                     | 4:1                            | 1                              | Товарищеский матч              |
| 6 мая 1951                     | Милан                          | Югославия                      | 0:0                            | -                              | Товарищеский матч              |
| 3 июня 1951                    | Генуя                          | Франция                        | 4:1                            | 1                              | Товарищеский матч              |
| 11 ноября 1951                 | Флоренция                      | Швеция                         | 1:1                            | 1                              | Товарищеский матч              |
| 18 мая 1952                    | Флоренция                      | Англия                         | 1:1                            | 1                              | Товарищеский матч              |
| 17 мая 1953                    | Рим                            | Венгрия                        | 0:3                            | -                              | ЦЕМК                           |

## Достижения
- Чемпион Италии: 1942